# Winnipeg Blue Bombers
Los Winnipeg Blue Bombers (en español: Bombarderos Azules de Winnipeg) es un equipo profesional de fútbol canadiense con sede en la ciudad de Winnipeg, provincia de Manitoba, Canadá. Actualmente son miembros de la División Oeste de la Canadian Football League (CFL). Ellos juegan sus partidos en casa en el Investors Group Field después de jugar muchos años en el demolido Canad Inns Stadium. Han conseguido ganar la Grey Cup de la liga en doce oportunidades, la más reciente en 2021.

## Historia de la franquicia
Los Blue Bombers fueron fundados en 1930 como Winnipeg Football Club, que sigue siendo el nombre legal de la organización hasta el día de hoy, al igual que otros dos equipos de la CFL y un equipo de la NFL, el equipo es propiedad de la comunidad sin accionistas. Desde su creación, han ganado el campeonato de la Grey Cup en 12 oportunidades, la más reciente en 2021, cuando derrotaron a los Hamilton Tiger-Cats 33-25 en la 108.ª edición de la Copa Grey. El equipo tiene el récord de más apariciones en la Copa Grey con 26, y fue el primer club en el oeste de Canadá en ganar un campeonato.

## Palmarés
Campeonatos de la Grey Cup: 12 — 1935, 1939, 1941, 1958, 1959, 1961, 1962, 1984, 1988, 1990, 2019, 2021
Campeonatos de la División Oeste: 19 — 1935, 1937, 1938, 1939, 1941, 1945, 1946, 1947, 1950, 1953, 1957, 1958, 1959, 1961, 1962, 1965, 1984, 2019, 2021
Campeonatos de la División Este: 7 — 1988, 1990, 1992, 1993, 2001, 2007, 2011

## Estadios utilizados
- Osborne Stadium (1935–1952)
- Canad Inns Stadium (1953–2012)
- IG Field (desde 2013)

## Victorias en la Grey Cup
| No  | Año  | Equipo ganador        | Resultado | Equipo perdedor     | Estadio              | Ciudad    | Asistencia |
| --- | ---- | --------------------- | --------- | ------------------- | -------------------- | --------- | ---------- |
| 1.  | 1935 | Winnipeg Blue Bombers | 18–12     | Hamilton Tigers     | AAA Grounds          | Hamilton  | 6,405      |
| 2.  | 1939 | Winnipeg Blue Bombers | 8–7       | Ottawa Rough Riders | Lansdowne Park       | Ottawa    | 11,737     |
| 3.  | 1941 | Winnipeg Blue Bombers | 18–16     | Ottawa Rough Riders | Varsity Stadium      | Toronto   | 19,065     |
| 4.  | 1958 | Winnipeg Blue Bombers | 35–28     | Hamilton Tiger-Cats | Empire Stadium       | Vancouver | 27,391     |
| 5.  | 1959 | Winnipeg Blue Bombers | 21–7      | Hamilton Tiger-Cats | CNE Stadium          | Toronto   | 34,426     |
| 6.  | 1961 | Winnipeg Blue Bombers | 21–14     | Hamilton Tiger-Cats | CNE Stadium          | Toronto   | 36,592     |
| 7.  | 1962 | Winnipeg Blue Bombers | 28–27     | Hamilton Tiger-Cats | CNE Stadium          | Toronto   | 32,655     |
| 8.  | 1984 | Winnipeg Blue Bombers | 47–17     | Hamilton Tiger-Cats | Commonwealth Stadium | Edmonton  | 60,081     |
| 9.  | 1988 | Winnipeg Blue Bombers | 22–21     | BC Lions            | Lansdowne Park       | Ottawa    | 50,604     |
| 10. | 1990 | Winnipeg Blue Bombers | 50–11     | Edmonton Eskimos    | BC Place             | Vancouver | 46,968     |
| 11. | 2019 | Winnipeg Blue Bombers | 33–12     | Hamilton Tiger-Cats | McMahon Stadium      | Calgary   | 35,439     |
| 12. | 2021 | Winnipeg Blue Bombers | 33–35     | Hamilton Tiger-Cats | Tim Hortons Field    | Hamilton  | 26,324     |